# Upper Slaughter
Upper Slaughter är en ort och civil parish i Storbritannien.   Den ligger i grevskapet Gloucestershire och riksdelen England, i den södra delen av landet, 120 km väster om huvudstaden London. Upper Slaughter ligger 152 meter över havet och antalet invånare är 177.
Terrängen runt Upper Slaughter är platt. Runt Upper Slaughter är det ganska tätbefolkat, med 72 invånare per kvadratkilometer. Närmaste större samhälle är Charlton Kings, 18,5 km väster om Upper Slaughter. Trakten runt Upper Slaughter består till största delen av jordbruksmark.